# 有松昇
有松 昇（ありまつ のぼる、1900年（明治33年）- 1974年（昭和49年））は、日本の官僚、法学者。

## 人物
東京府出身。麹町小学校、府立一中、旧制第一高等学校を経て、大正13年（1924年）東京帝国大学法学部卒業。内務省に入省。神奈川県属。地方府部長・拓務書記官などを歴任。その後、衆議院書記官・内務省警察講習所教頭・行政裁判所評定官・衆議院専門員などを務めた。その間、各国の議会制度、地方制度、警察制度などを研究のため、欧米各国を視察。愛知学院大学法学部教授・昭和女子大学教授を歴任した。

## 著書
- 『自動車取締法規解説』厳松堂書店　昭和2年
- 『商業組合法逐条示解』新光閣　昭和9年
- 『憲法講義』松華堂書店　昭和10年
- 『行政執行法詳解』良書普及会　昭和12年
- 『議院法逐条示解』良書普及会　昭和12年
- 『民主警察概論』旭政経研究所　昭和23年
- 『地方公務員法解説』新警察社　昭和26年
- 『日本国憲法講義』成文堂書店　昭和33年

他、論文多数。

## 家族
父は法制局長官などを務めた有松英義。